# Пинчук, Григорий Сергеевич
Григо́рий Серге́евич Пинчу́к (бел. Рыгор Сяргеевіч Пінчук; 24 января 1912, Лоев — 14 мая 1944, Ленинградская область) — советский лётчик военно-морской авиации. Герой Советского Союза (7.02.1940). Капитан (22.04.1940).

## Биография
Родился 11 января 1912 года в селе Лоев Минской губернии (ныне посёлок городского типа Гомельской области Беларуси) в семье рабочего. Белорус. Окончил 7 классов. С июня 1928 года работал матросом на лайбе № 569 речного флота, а с октября 1929 — чернорабочим сначала в цепном, а потом в механическом цехе завода «Сатурн» в Днепропетровске. В 1930 году поступил в Днепропетровский железнодорожный техникум. Учился без отрыва от производства. Был секретарём бюро комсомола техникума и председателем цехового комитета профсоюза на заводе. После окончания техникума поступил на электрофакультет Транспортного института.
В Красной Армии с декабря 1934 года. В 1936 году окончил 11-ю школу военных пилотов в Ворошиловграде. Служил в бомбардировочной авиации ВВС Балтийского флота младшим лётчиком и командиром звена 43-й эскадрильи 71-й авиационной бригады. В мае 1938 года переведён в ВВС Черноморского флота  на должность старшего лётчика в 40-й скоростной бомбардировочный авиационный полк. Член ВКП(б) с 1939 года.
Участник советско-финской войны 1939—1940 годов. С началом войны был откомандирован на Балтику для перегона самолётов с авиазаводов на фронт, а с 31 декабря 1939 года участвовал в боевых действиях в должности командира экипажа самолёта 57-го скоростного бомбардировочного авиационного полка Военно-воздушных сил Краснознамённого Балтийского флота. Выполнил 4 боевых вылета.
2 февраля 1940 года во время возвращения из разведывательного полета, над островом Суурсаари, самолёт СБ лейтенанта Григория Пинчука был атакован двумя финскими истребителями. В воздушном бою был сбит один из них, но второй — по данным западных исследователей, это был истребитель «Гладиатор» Mk.II. лейтенанта Йорна Ульриха (1913—1992, датский лётчик-доброволец в составе ВВС Финляндии, за время «Зимней войны» сбил 3 советских самолёта, но в бою 13 февраля 1940 года и сам был сбит, после войны вернулся в Данию) — сумел подбить бомбардировщик. Советский бомбардировщик получил серьёзные повреждения и загорелся. Огонь проник в кабину, но лётчик продолжал управлять горящей машиной (конструкция бомбардировщика не предусматривала передачи управления другому члену экипажа) и, несмотря на ожоги лица, все-таки ему удалось посадить её на лёд Финского залива. Экипаж лейтенанта Пинчука, совершивший вынужденную посадку в зоне действия финских береговых батарей, передал командованию важные разведывательные данные. Вскоре был найден и вывезен летающей лодкой МБР-2 капитана А. А. Губрия из 18-й эскадрильи ВВС Краснознамённого Балтийского Флота на свой аэродром.
Указом Президиума Верховного Совета СССР от 7 февраля 1940 года за образцовое выполнение заданий командования и проявленные при этом мужество и героизм, лейтенанту Пинчуку Григорию Сергеевичу присвоено звание Героя Советского Союза с вручением ордена Ленина и медали «Золотая Звезда». Этим же Указом звание Героя Советского Союза было присвоено и остальным членам экипажа этого самолёта штурману В. Харламову и воздушному стрелку-радисту А. Белогурову.
После окончания советско-финской войны вернулся на Черноморский флот командиром звена в 40-й скоростной бомбардировочный авиационный полк. В декабре 1940 года был направлен на учёбу в Военно-морскую академию, которую окончил в 1942 году (к тому времени академия действовала в эвакуации в Астрахани).
Участник Великой Отечественной войны с августа 1942 года. В составе Военно-воздушных сил Северного флота командовал эскадрильей 35-го дальнебомбардировочного авиационного полка. Ввиду резкого ухудшения состояния здоровья из-за перенесённой контузии и признания ограниченной годности к полётам в марте 1943 года переведён на штабную работу в ВВС Балтийского флота и продолжил воевать старшим офицером по оперативной части 11-го истребительного авиационного полка.

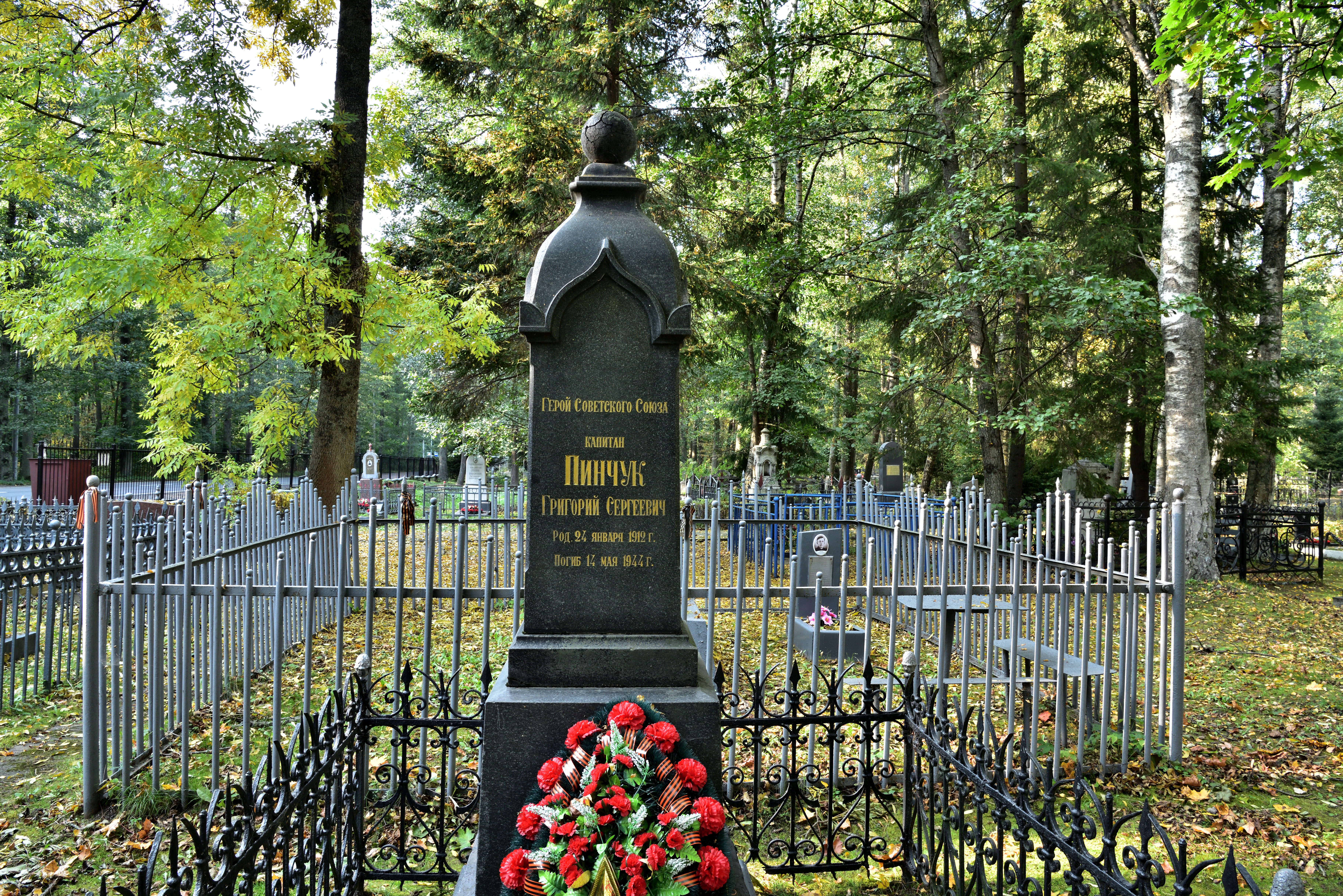
Могила Г. С. Пинчука на Кронштадтском городском кладбище

14 мая 1944 года капитан Г. С. Пинчук погиб на аэродроме при несчастном случае (поражение электрическим током). Похоронен на Городском русском кладбище в Кронштадте.

## Награды и звания
- Награждён орденом Ленина (7.02.1940), медалью «За оборону Ленинграда» (1943[10]).
- Звание "Почётный гражданин Лоевского района"[11].

## Память
- В честь Г. С. Пинчука установлен памятник на Аллее Героев в Лоеве Гомельской области Беларуси[12].
- Именем Героя названа улица в городском посёлке Лоев, п. Сутково Лоевского района Гомельской области.
- 17 сентября 2022 года, в День народного единства, в г. п. Лоев высажена аллея в память Героям Советского Союза Пинчука Г. С., командира Лоевского партизанского отряда, а с 1943 года бригады "За Родину!" Синякова Г. И.